# Arsène Lupin (Comic)
Arsène Lupin ist eine zwischen 1989 und 1998 erschienene frankobelgische Comicserie.

## Handlung
Der Meisterdieb Arsène Lupin geht auf Verbrecherjagd und wird selbst von der Polizei verfolgt.

## Hintergrund
André-Paul Duchâteau bearbeitete mehrere Arsène-Lupin-Geschichten des französischen Schriftstellers Maurice Leblanc für eine Comicveröffentlichung. Für die Zeichnungen war Jacques Géron verantwortlich. Erwin Drèze zeichnete die letzte Episode. Die Serie erschien direkt bei Lefrancq in Albenform wurde später durch Soleil erneut veröffentlicht.

## Albenausgaben
- 1989: Le bouchon de cristal[3] (46 Seiten)
- 1990: 813 - La double vie (46 Seiten)
- 1991: 813 - Les trois crimes (46 Seiten)
- 1992: La demoiselle aux yeux verts (46 Seiten)
- 1994: L’aiguille creuse (46 Seiten)
- 1998: Victor de la brigade mondaine (46 Seiten)